# Ak-inzhyr Koinekashirskii
Ak-inzhyr Koinekashirskii es un cultivar de higuera de tipo higo común Ficus carica autofértil, unífera es decir con una sola cosecha por temporada los higos de verano-otoño. Se localiza en la colección del National Californian Germplasm Repository - Davis en California.

## Sinonimia
- „DFIC# 171“ [5][6]

## Historia
Esta variedad de higuera está cultivada en el NCGR, Davis (National Californian Germplasm Repository - Davis) con el número 'DFIC 171' desde el 27 de enero de 1999, en que ingresó en el repositorio como un donativo de Feldman, William R., del "Boyce Thompson Southwestern Arboretum", y a través de la  "Turkmenistian Experimental Station of Plant Genetic Resources". Población de origen: Koine-Kasyr; TES-PGR, 1998-1999, "Critical Germplasm Preservation Project".

## Características
La higuera 'Ak-inzhyr Koinekashirskii' es un árbol de tamaño grande, con un porte esparcido, muy vigoroso. Es una variedad unífera de tipo higo común, de producción abundante de higos dulces.
Los higos son de tipo medio de unos 30 gramos, de forma esferoidal.

## El cultivo de la higuera
Los higos 'Ak-inzhyr Koinekashirskii' tiende a madurar bien en climas más fríos, cuando otras variedades no; son aptos para la siembra con protección en USDA Hardiness Zones 7 a más cálida, su USDA Hardiness Zones óptima es de la 8 a la 10. Producirá mucha fruta durante la temporada de crecimiento. El fruto de este cultivar es de tamaño mediano, jugoso y dulce.